# No Money
No Money (z ang. "Bez pieniędzy") – piosenka i singel szwedzkiego duetu dance'owego Galantis. Singel został wydany 31 marca 2016 przez Big Beat / WEA International Inc. (w USA przez Atlantic Recording Corporation) jako pierwszy promujący drugi album zespołu pt. The Aviary. Wokalnie udziela się tu Reece Bullimore, syn twórcy utworu Andrew Bullimore'a, z grupy Beatbullyz.
W Polsce piosenka uzyskała status diamentowej płyty za ponad 100 000 pobrań cyfrowych singla.

## Lista utworów
Digital download
1. „No Money” – 3:09